# Llengües jívaro
Les llengües jívaro o chicham (també, jívares o shíwaras) són una petita família de llengües, o potser una única llengua aïllada, de la selva amazònica del nord del Perú i orient de l'Equador pels pobles jívaros.

## Denominació
´Jívaro o jívaro´ va néixer de la percepció dels estudiosos estrangers, conqueridors i usurpadors dels territoris shuar, pel fet que els seus avis van ser guerrers per la defensa dels seus territoris per tant no es van deixar sotmetre als seus capritxos i cobdícies.

## Classificació

### Llengües de la família
S'accepta àmpliament que la família de llengües jivaroanas està formada per quatre llengües diferents parlades en l'actualitat, encara que les relacions entre elles són menys clares. Si bé alguns proposen la següent divisió:
- Grup aguaruna (també conegut com Awajún, Awahũn, Awaruna)
  - Aguaruna, parlat en els departaments peruans de Loreto i Amazones. Parlants: 25.000 (1997);[4] 38.300 (2000);[5] 39.000 (2007);[6] 38.000 (2008)[7]
- Grup jívaro (conegut també com Maina, Shuar, Achuar-Shiwiar, Huambisa)
  - Shuar (o jívaro pròpiament dit), el territori del qual està situat a la província equatoriana de Morona Santiago. Parlants: 30.000-32.000 (1997);[4] 46.700 (2000);[8] 47.000 (2008)[7]
  - Achuar-Shiwiar (o Achual), parlat a l'Equador i el departament peruà de Loreto. Parlants: 5.000-5.500 (1997);[4] 5.000 (2008)[7][9]
  - Huambisa també parlat al departament de Loreto. Parlants: 6.000 (1997);[4] 9.330 (2000);[10] 9.000 (2008)[7]

La veritat és que les llengües jivaroanas semblen ser àmpliament intel·ligibles entre si, i fins i tot alguns parlants d'aguaruna, presumiblement la llengua més divergent de la resta, afirmen que existeix intel·ligibilitat mútua completa amb el wambisa. És per aquesta raó, que alguns lingüistes consideren que totes aquestes varietats són una sola macrollengua o continu dialectal, amb l'aguaruna com el dialecte més divergent. Aquesta divisió es fonamenta en diferent tractament dels fonemes del proto-shiwar r i h, que es confonen en aguaruna però es mantenen diferenciats en les altres tres llengües. A més d'aquestes llengües actualment parlades s'ha conjecturat que algunes llengües extintes com el palta i el malacato, possiblement eren llengües de la família jivaroana sobre la base de la toponímia i unes poques formes lèxiques conegudes, segons criteris purament geogràfiques podríem definir un grup meridional:
- Grup meridional
  - Palta-Xoroca
  - Malacato
  - Xolona-Xiroa (el terme xiroa sembla derivat de *širwa que estaria relacionat amb *šiwar
  - Rabona (?)[12]

El jívaro es parla en els departaments de Loreto i Amazones, al nord del Perú, i a les províncies de Pastaza, Morona Santiago i província de Zamora-Chinchipe, a l'Orient de l'Equador. Té tres varietats: Shuar (també, Shuara), Achuar-Shiwiar (també, Achuara, Achual), i Huambisa (també, Wambisa). Gordon (2005) tracta aquestes varietats com a llengües diferents.
El aguaruna es parla en quatre departaments peruans: Amazones, Cajamarca, Loreto i San Martín.
Les llengües del grup sud s'estenien en el segle XVI en les actuals províncies de Loja i El Oro així com pel departament peruà de Cajamarca.

### Parentiu genètic
La llengua palta va ser classificada per Jacinto Jijón y Caamaño cap a 1940, seguit per Čestmír Loukotka com relacionada amb el jívaro. No obstant això, existeix tan poca documentació lingüística que la classificació de la mateixa no resulta possible. Kaufman (1994) afirma que existeix "poca semblança".
La no classificada anomenada candoshi sovint s'inclou en la família jívara (de fet Joseph Greenberg va encunyar el terme Jívaro-Candoshi). No obstant això, el candoshi també ha estat relacionada amb el záparo i el llengües arawak.)
Segons una altra proposta de Jorge Alberto Suárez les llengües jívaro juntament amb les llengües cahuapanes formarien la macrofamília Jívaro-Cahuapana (o Hívaro-Kawapána), segons una classificació incompatible amb la proposta de Greenberg.
Una altra agrupació hipotètica denominada macro-andina, inclouria tant a les llengües Jívaro-Cahuapana, com l'urarina, i a l'extint gününa-këna. Morris Swadesh proposa l'agrupació macro-jívara per a incloure a més a les llengües huarpes. L'agrupació andina de Greenberg esten encara més aquest macro-andí amb nombroses llengües. Aquestes últimes propostes han estat àmpliament criticades i compten amb poca evidència a favor seu. El següent esquema resumeix aquestes propostes abraçadores:
| Jívaro-cahuapana | \| \| llengües jívaro \| \| \| \| \| \| llengües cahuapanes \| \| \| \| |
|                  | \| \| llengües jívaro \| \| \| \| \| \| llengües cahuapanes \| \| \| \| |
|                  | urarina                                                                 |
|                  |                                                                         |
|                  | gününa-këna                                                             |
|                  |                                                                         |
|                  | llengües jívaro                                                         |
|                  |                                                                         |
|                  | llengües cahuapanes                                                     |
|                  |                                                                         |

|  | llengües jívaro     |
|  |                     |
|  | llengües cahuapanes |
|  |                     |

| Jívaro-cahuapana | \| \| llengües jívaro \| \| \| \| \| \| llengües cahuapanes \| \| \| \| |
|                  | \| \| llengües jívaro \| \| \| \| \| \| llengües cahuapanes \| \| \| \| |
|                  | urarina                                                                 |
|                  |                                                                         |
|                  | gününa-këna                                                             |
|                  |                                                                         |
|                  | llengües jívaro                                                         |
|                  |                                                                         |
|                  | llengües cahuapanes                                                     |
|                  |                                                                         |

|  | llengües jívaro     |
|  |                     |
|  | llengües cahuapanes |
|  |                     |

| Jívaro-cahuapana | \| \| llengües jívaro \| \| \| \| \| \| llengües cahuapanes \| \| \| \| |
|                  | \| \| llengües jívaro \| \| \| \| \| \| llengües cahuapanes \| \| \| \| |
|                  | urarina                                                                 |
|                  |                                                                         |
|                  | gününa-këna                                                             |
|                  |                                                                         |
|                  | llengües jívaro                                                         |
|                  |                                                                         |
|                  | llengües cahuapanes                                                     |
|                  |                                                                         |

|  | llengües jívaro     |
|  |                     |
|  | llengües cahuapanes |
|  |                     |

| Jívaro-cahuapana | \| \| llengües jívaro \| \| \| \| \| \| llengües cahuapanes \| \| \| \| |
|                  | \| \| llengües jívaro \| \| \| \| \| \| llengües cahuapanes \| \| \| \| |
|                  | urarina                                                                 |
|                  |                                                                         |
|                  | gününa-këna                                                             |
|                  |                                                                         |
|                  | llengües jívaro                                                         |
|                  |                                                                         |
|                  | llengües cahuapanes                                                     |
|                  |                                                                         |

|  | llengües jívaro     |
|  |                     |
|  | llengües cahuapanes |
|  |                     |

| Jívaro-cahuapana | \| \| llengües jívaro \| \| \| \| \| \| llengües cahuapanes \| \| \| \| |
|                  | \| \| llengües jívaro \| \| \| \| \| \| llengües cahuapanes \| \| \| \| |
|                  | urarina                                                                 |
|                  |                                                                         |
|                  | gününa-këna                                                             |
|                  |                                                                         |
|                  | llengües jívaro                                                         |
|                  |                                                                         |
|                  | llengües cahuapanes                                                     |
|                  |                                                                         |

|  | llengües jívaro     |
|  |                     |
|  | llengües cahuapanes |
|  |                     |

| Jívaro-cahuapana | \| \| llengües jívaro \| \| \| \| \| \| llengües cahuapanes \| \| \| \| |
|                  | \| \| llengües jívaro \| \| \| \| \| \| llengües cahuapanes \| \| \| \| |
|                  | urarina                                                                 |
|                  |                                                                         |
|                  | gününa-këna                                                             |
|                  |                                                                         |
|                  | llengües jívaro                                                         |
|                  |                                                                         |
|                  | llengües cahuapanes                                                     |
|                  |                                                                         |

|  | llengües jívaro     |
|  |                     |
|  | llengües cahuapanes |
|  |                     |

| Jívaro-cahuapana | \| \| llengües jívaro \| \| \| \| \| \| llengües cahuapanes \| \| \| \| |
|                  | \| \| llengües jívaro \| \| \| \| \| \| llengües cahuapanes \| \| \| \| |
|                  | urarina                                                                 |
|                  |                                                                         |
|                  | gününa-këna                                                             |
|                  |                                                                         |
|                  | llengües jívaro                                                         |
|                  |                                                                         |
|                  | llengües cahuapanes                                                     |
|                  |                                                                         |

|  | llengües jívaro     |
|  |                     |
|  | llengües cahuapanes |
|  |                     |

| Jívaro-cahuapana | \| \| llengües jívaro \| \| \| \| \| \| llengües cahuapanes \| \| \| \| |
|                  | \| \| llengües jívaro \| \| \| \| \| \| llengües cahuapanes \| \| \| \| |
|                  | urarina                                                                 |
|                  |                                                                         |
|                  | gününa-këna                                                             |
|                  |                                                                         |
|                  | llengües jívaro                                                         |
|                  |                                                                         |
|                  | llengües cahuapanes                                                     |
|                  |                                                                         |

|  | llengües jívaro     |
|  |                     |
|  | llengües cahuapanes |
|  |                     |

## Descripció lingüística

### Fonologia
L'inventari fonològic del proto-jívaro reconstruït per Payne (1981) és similar al sistema fonològic de les llengües jívares modernes:
|            |            | Labial | Alveolar | Palatal | Velar | Glotal |
| ---------- | ---------- | ------ | -------- | ------- | ----- | ------ |
| Obstruents | Oclusivas  | p      | t        |         | k     |        |
| Obstruents | Africadas  |        | c        | č       |       |        |
| Obstruents | Fricativas |        | s        | š       |       | h      |
| Sonorants  | No-nasal   | w      |          | i       | g     |        |
| Sonorants  | Nasal      | m      | n        |         | ŋ     |        |
- El fonema /g/ (fonèticament aquest so podria haver estat la aproximante vetllar [ɰ]) només es manté en aguaruna on representa una fricativa vetllar /ɣ/, en la resta de llengües modernes el fonema sembla haver desaparegut encara que en transcripcions del segle xix apareixia com a /l/ a vegades /r/: aguaruna hẽ́gã 'casa' es correspon amb el shuar antic citat com héla (en molts textos del segle xix no es marcava la nasalització) i en shuar modern es té simplement hẽ́ã 'casa'.
- L'única diferència amb el sistema consonàntic del shuar és que aquest manca de la sonorante /g/ (aproximante vetllar?) però presenta la sonorante /r/.
- El protofonema /ŋ/ en posició inicial de síl·laba va donar lloc a /r/ (el mateix canvi es dona en achuar i huambisa):

céŋe 'una espècie de mico' > shuar, achuar, huambisa: /cére/ tsére
En aquestes llengües /ŋ/ només es conserva com /ŋ/ només davant de /k/.
L'inventari vocàlic també és relativament simple i directament heretat per les llengües modernes:
|          | orals   | orals     | orals    | nasals  | nasals    | nasals |
| anterior | central | posterior | anterior | central | posterior |        |
| -------- | ------- | --------- | -------- | ------- | --------- | ------ |
| tancades | i       | ɨ         | o        | ĩ       | ĩ         | ũ      |
| obertes  |         | a         |          |         | ã         |        |

### Gramàtica
Des del punt de vista de la tipologia sintàctica, les llengües jívares semblen mostrar un ordre sintàctic preferent SOV, posseeixen postposicions i en general usen construccions amb el nucli sintàctic situat al final. Els determinants no possessius també al nom. Els pronoms personals (possessius) precedeixen al nom.
Des del punt de vista de la tipologia morfològica són llengües aglutinants i gairebé exclusivament sufijantes. Morfosintácticamente presenten ergativitat escindida segons l'escala de animacidad del subjecte.
A causa de la seva distribució sintàctica i als prefixos que poden prendre les principals classes, no sembla existir distinció entre noms i adjectius. Els noms i adjectius no tenen flexió ni de gènere, ni de número, encara que admeten diminutius per exemple. Els noms i adjectius nus poden ser definits o indefinits, quan opcionalment es poden marcar com definits postponiendo un enclític o un determinant, o anteposant un pronom de tercera persona (com en els següents exemples del shuar):
šuá:ra-ca 'els shuar'
ni páNgi 'ell la.serp.gran' = 'anaconda'
únta nu 'el cap' = 'l'ancià'
En shuar quan un nom fa objecte directe del verb rep la marca -n d'objecte.
El verb és naturalment la part més complicada de la morfologia, en shuar, és el verb, l'estructura bàsica és:
ARREL-DERIVACIÓ-ASPECTE-TEMPS/MANERA-PERSONA-EVIDENCIAL
La derivació inclou sufixos causatius, marcadors de canvi de diàtesi.

### Comparació lèxica
Els numerals en les dues llengües jívares són:
| GLOSSA | Achuar              | Aguaruna              | Huambisa                   | PROTO- SHIWARA     |
| ------ | ------------------- | --------------------- | -------------------------- | ------------------ |
| '1'    | či-kíčikɪk          | ma-kíčik              | čikiči                     | *kíčik             |
| '2'    | hímʸɛr              | himaŋ                 | himar                      | *hímaŋ             |
| '3'    | kambátam            | kampáːtum             | kampatum                   | *kampátum          |
| '4'    | áindʸuk àindʸuk     | ipák úsumat           | aintuk aintuk              |                    |
| '5'    | čikíčikɪk uwɨ̕h amuá | makíčik uwɨ̕há amuá    | čikičik uwɨhan amua        | *kíčik uwɨhá amwá  |
| '6'    | (sɛ́is)              | uwɨhá makíčik ihúk    | čikičik uwɨhan amua iraku  | *uwɨhá + 1         |
| '7'    | (siɛ́ti)             | uwɨha himáha ihúk     | himaɾ uwɨhan amua iɾaku    | *uwɨhá + 2         |
| '8'    | (úču)               | uwɨha kampáːtum ihúk  | kampatum uwɨhan amua iraku | *uwɨhá + 3         |
| '9'    | (nuívi)             | uwɨha ipákusumat ihúk | ipak usumak                | *uwɨhá + 4         |
| '10'   | mai uweh amuá       | uwɨha maj amwá        | hímaŋa uwɨhan amua         | *himara uwɨhá amwá |
Els termes entre parèntesis són préstecs de l'espanyol.

## Reconstrucció

### Proto-shuar
El proto-shuar reconstruït dels idiomes shuar, achuar, aguaruna, i huambisa per Payne (1981):
| №   | GLOSSA                                    | PROTO- SHUAR    |
| --- | ----------------------------------------- | --------------- |
| 1   | canya de sucre                            | *pagaata        |
| 2   | huangana                                  | *páki           |
| 3   | tapir, sachavaca                          | *pamáu          |
| 4   | pedra suau; roques                        | *pámpa          |
| 5   | piranya; carib (peix)                     | *páni           |
| 6   | boa                                       | *pangki         |
| 7   | fer amb fusta                             | *papá-          |
| 8   | bassa                                     | *pápangku       |
| 9   | ger niu                                   | *pásu-          |
| 10  | pis                                       | *páta           |
| 11  | cansar-se                                 | *pimpí-         |
| 12  | gavilà                                    | *pínchu         |
| 13  | plat de fang                              | *piníngka       |
| 14  | avispa peitaa                             | *piyu           |
| 15  | lateralment; costat                       | *pee            |
| 16  | llit                                      | *pegáka         |
| 17  | ple                                       | *pigákuu        |
| 18  | posar ous                                 | *petsá-         |
| 19  | vestit                                    | *pee-tái-       |
| 20  | llampec                                   | *pééma          |
| 21  | enredar                                   | *pempé-         |
| 22  | enroscar                                  | *pénu-          |
| 23  | bo o agradable                            | *péngkenga      |
| 24  | gripau                                    | *puwáchi        |
| 25  | pàlid                                     | *putsu          |
| 26  | quedar                                    | *puhá-          |
| 27  | blanc                                     | *púhu           |
| 28  | òliba                                     | *púmput(u)      |
| 29  | tancar els ulls                           | *pusá-          |
| 30  | saba                                      | *púwa-          |
| 31  | granota                                   | *puwínta        |
| 32  | arpó                                      | *púya           |
| 33  | dir                                       | *ta-            |
| 34  | venir d'avall                             | *ta             |
| 35  | treballar                                 | *ta(ká-)        |
| 36  | carregar en la mà                         | *taka-          |
| 37  | guacamai; groc                            | *takúmpe        |
| 38  | llis                                      | *taménga        |
| 39  | hamaca                                    | *támpu          |
| 40  | estera                                    | *tanísha        |
| 41  | canya brava                               | *tangkána       |
| 42  | domesticat                                | *tangku         |
| 43  | taula en què es fan olles                 | tátangki        |
| 44  | picot                                     | tatashama       |
| 45  | corona                                    | tawáasa         |
| 46  | genoll                                    | tikíshi         |
| 47  | fil per a amarrar vestit                  | tingingkása     |
| 48  | grill                                     | tingkisháapi    |
| 49  | nou de la gola                            | títi            |
| 50  | alacrà                                    | titíngki        |
| 51  | poll                                      | téma            |
| 52  | tenir frisança; està irritat              | tengé-          |
| 53  | ficar-se al llit                          | tepa-           |
| 54  | mosca                                     | téte            |
| 55  | embussar                                  | tuhí-           |
| 56  | caiguda d'aigua                           | túna            |
| 57  | esgarrapa noia                            | túnchi          |
| 58  | volta del riu                             | tuniku          |
| 59  | aljaba (carabassa en què es guarda cotó)  | túnta           |
| 60  | arc de Sant Martí                         | tungkiyángka    |
| 61  | huacara-pona, chonta                      | tuntúwampi      |
| 62  | tambor                                    | túntuwi         |
| 63  | esquena                                   | tuntúpe         |
| 64  | desfer                                    | tunga-          |
| 65  | laringe; nou de la gola                   | tungú           |
| 66  | bejuco                                    | káapi           |
| 67  | mosca petita                              | kaape           |
| 68  | duro                                      | katsúngama      |
| 69  | oblidar                                   | kahi-           |
| 70  | enutjar                                   | kahé-           |
| 71  | germana de dona                           | kai             |
| 72  | carbó                                     | kái             |
| 73  | fort                                      | kaka-           |
| 74  | podrit                                    | ca(ca-ngú)      |
| 75  | atapeït; ple                              | káki            |
| 76  | comején                                   | kámau           |
| 77  | dormir                                    | kana-           |
| 78  | somni                                     | kángi           |
| 79  | boquichico (peix)                         | kángka          |
| 80  | barb                                      | kangkáhi        |
| 81  | arrel                                     | kangkápe        |
| 82  | lladre                                    | kása            |
| 83  | agutí, paca                               | (k)ásha(i)      |
| 84  | nit                                       | káshi           |
| 85  | demà                                      | kashíni         |
| 86  | penis                                     | káta            |
| 87  | travessar el riu                          | katít-          |
| 88  | ratolí                                    | katipi          |
| 89  | ajuntar-se molts                          | kau-na-         |
| 90  | podrit                                    | kaú-            |
| 91  | lloro                                     | kawáu           |
| 92  | pedra                                     | káya            |
| 93  | tarda                                     | kiyánga         |
| 94  | peix                                      | kihínu          |
| 95  | fosquejar; dia                            | kinta           |
| 96  | perico                                    | (kí)ngusa       |
| 97  | tenir set                                 | kitá-           |
| 98  | bambú                                     | kéngku          |
| 99  | tucà                                      | kénguwa         |
| 100 | nafra                                     | kuchápa         |
| 101 | zarigüeya                                 | kuhánchama      |
| 102 | cama                                      | kuhápe          |
| 103 | esquirol                                  | kunámpe         |
| 104 | animal                                    | kúntinu         |
| 105 | braç                                      | kúntu           |
| 106 | pensatiu                                  | kúntutsa        |
| 107 | coll                                      | kuntúha         |
| 108 | el temps d'engreixar; grassa              | kúntu-ca        |
| 109 | fer olor                                  | kuntuú-         |
| 110 | paludisme                                 | kúngamaka       |
| 111 | porc espí                                 | kúngu           |
| 112 | caragol de terra                          | kúngku          |
| 113 | tortuga                                   | kungkuwíma      |
| 114 | ungurahui (palmera)                       | kungkúki        |
| 115 | formiga                                   | kúpita          |
| 116 | nafra                                     | kuwíma          |
| 117 | orella                                    | kuwíshi         |
| 118 | pava                                      | kúyu            |
| 119 | baixar                                    | ku (yú-)        |
| 120 | sa; sanar                                 | tsaga-          |
| 121 | tabac                                     | tsaangku        |
| 122 | sogra                                     | tsatsa          |
| 123 | punta                                     | tsaká-ngi-      |
| 124 | fang                                      | tsakúsa         |
| 125 | madurar; plàtan madur                     | tsamá-, tsamáu  |
| 126 | dit                                       | tsánga          |
| 127 | carabassa                                 | tsápa           |
| 128 | començar el dia                           | tsa(wá-)        |
| 129 | verí                                      | tségasa         |
| 130 | freda; tinc fred                          | tse(tsé)-       |
| 131 | córrer                                    | tséke-          |
| 132 | dard                                      | tsétsaka        |
| 133 | aranya                                    | tsénge          |
| 134 | tucà                                      | tsukangkáa      |
| 135 | riu avall                                 | tsu(mú-)        |
| 136 | caragol de riu                            | tsúntsu         |
| 137 | arrencar                                  | tsu(ngí-)       |
| 138 | tallar                                    | tsúpi-          |
| 139 | curar                                     | tsuwá-          |
| 140 | calent                                    | tsuwenga        |
| 141 | estrènyer                                 | cha-            |
| 142 | pont                                      | cháka           |
| 143 | canastra                                  | changkína       |
| 144 | yarina (palmera)                          | chápi           |
| 145 | parlar                                    | chi(chá)        |
| 146 | oreneta                                   | chinímpi        |
| 147 | canyís gran                               | chingkána       |
| 148 | ocell                                     | chíngki         |
| 149 | llenya                                    | chíngkimi(n)    |
| 150 | mico machín                               | chénge          |
| 151 | gallinazo                                 | chuwángka       |
| 152 | colze                                     | chungk(úni)     |
| 153 | mullar-se                                 | chupi-          |
| 154 | bufó vedat; choro (mico)                  | chúu            |
| 155 | cunyat d'home                             | sái             |
| 156 | pela, escorça                             | saepe           |
| 157 | eruga (cuc)                               | sápi            |
| 158 | chorrito d'aigua                          | sása            |
| 159 | escuma                                    | sáu             |
| 160 | donar; vendre                             | la seva-        |
| 161 | epidèmia, tos                             | sungkúnga       |
| 162 | barba                                     | súsu            |
| 163 | coixejar                                  | sutu-           |
| 164 | matinada; medionoche                      | suwa-           |
| 165 | pulmons                                   | (el seu)wách(i) |
| 166 | coll                                      | súwe            |
| 167 | rata d'aigua                              | shakuwa         |
| 168 | alegre, bé                                | shiinga         |
| 169 | fletxa                                    | shikí (la teva) |
| 170 | colom                                     | shimpa          |
| 171 | cantar                                    | shi(ná-)        |
| 172 | chonta (palmera)                          | shíngki         |
| 173 | aixafar, omplir, empènyer                 | shíta-          |
| 174 | enemic; gent                              | shuwánga        |
| 175 | armadillo                                 | (sh)ushu(wi)    |
| 176 | panerola gran                             | shuúta          |
| 177 | negre                                     | shuwína         |
| 178 | morir                                     | ha-             |
| 179 | roba                                      | háanchi         |
| 180 | mandíbula; boca                           | hángke          |
| 181 | cérvol                                    | hápa            |
| 182 | escombrar; escombra                       | hapí-           |
| 183 | candela; ull, foc                         | hii             |
| 184 | rostir                                    | hiyá-           |
| 185 | sortir                                    | hii-na-         |
| 186 | dos                                       | hímanga         |
| 187 | ratapinyada                               | (h)íncham(a)    |
| 188 | camí, viarany                             | hínta           |
| 189 | fruit; llavor                             | *hingkai        |
| 190 | amarrar; lligar                           | *hingká-        |
| 191 | arribar; distància, allargar              | *hegá-          |
| 192 | casa                                      | *hega           |
| 193 | picaflor                                  | *hémpe          |
| 194 | cabell blanc                              | *hempee         |
| 195 | est                                       | *hu             |
| 196 | agafar                                    | *huú-           |
| 197 | assecar                                   | *huhú-          |
| 198 | parir                                     | *húnge-         |
| 199 | matar                                     | dt.-            |
| 200 | és suficient                              | *máakee         |
| 201 | mico blanc                                | *machíngku      |
| 202 | tots dos                                  | *mai            |
| 203 | banyar                                    | *maí-           |
| 204 | floripondio                               | *maikuwa        |
| 205 | sonall                                    | *mákicha        |
| 206 | cuixa                                     | *máku           |
| 207 | iuca                                      | *máma           |
| 208 | xanquer                                   | *mánchu         |
| 209 | paujil                                    | *máshu          |
| 210 | pulmons                                   | *mayái          |
| 211 | mar                                       | *nayántsa       |
| 212 | fred                                      | *mícha          |
| 213 | fregar                                    | *mée-           |
| 214 | ensumar, pudir; fer olor                  | *mehé-          |
| 215 | esquerre; absentar; desviar               | *ména           |
| 216 | ferir, trencar                            | *mesé-          |
| 217 | igual                                     | *méteke         |
| 218 | pedra aspra; roques                       | *muchíngki      |
| 219 | olla gran                                 | *muwitsa        |
| 220 | fumar, xuclar; fum, núvols                | *mukú-          |
| 221 | poll de gallina; puça                     | *mukútsapa      |
| 222 | gripau                                    | *mukúntu        |
| 223 | llet, teta                                | *múntsu         |
| 224 | turó, lloma                               | *múnga          |
| 225 | cap                                       | *muu(*ké)       |
| 226 | nom                                       | *naa            |
| 227 | jove                                      | *nátsa          |
| 228 | fer coses                                 | *na(*há-*na-)   |
| 229 | dolor, fer mal                            | *nahá-*na-      |
| 230 | dent                                      | *nái            |
| 231 | esperar                                   | *náka-          |
| 232 | tajar, esberlar llenya; hender            | *naká-          |
| 233 | imitar; retrat, foto                      | *naku-          |
| 234 | peix                                      | *namáka         |
| 235 | carn                                      | *namángke       |
| 236 | cuc                                       | *námpicha       |
| 237 | ballar; borratxo; festí                   | *nampé          |
| 238 | volar; ala                                | *naná-          |
| 239 | ungla                                     | *nanchíki       |
| 240 | lluna                                     | *nántu          |
| 241 | causar, origen                            | *nangká-        |
| 242 | llança                                    | *nángki         |
| 243 | colobra                                   | *nápi           |
| 244 | vent                                      | *nase           |
| 245 | ayahuasca                                 | *natéma         |
| 246 | màscara                                   | *nawátaa        |
| 247 | peu                                       | *náwe           |
| 248 | cel                                       | *nayáimpi       |
| 249 | alt, gran                                 | (*na)*yau       |
| 250 | ell, ella                                 | *nii            |
| 251 | rentar                                    | *nihá-          |
| 252 | front                                     | *nihái          |
| 253 | ells                                      | *níta           |
| 254 | pit                                       | *netsépe        |
| 255 | saber; veritat                            | *neká-          |
| 256 | penjar                                    | *ne-            |
| 257 | aquell                                    | *nu             |
| 258 | créixer un riu                            | *nuhá-          |
| 259 | nas                                       | *núhí           |
| 260 | ou                                        | *nuhíntu        |
| 261 | fulla                                     | *núka           |
| 262 | molt                                      | *núkape         |
| 263 | mare                                      | *núku           |
| 264 | sang                                      | *númpa          |
| 265 | terra                                     | *núngka         |
| 266 | herba                                     | *nupa           |
| 267 | maní                                      | *núse           |
| 268 | dona; esposa; casar-se amb dona           | *núwa           |
| 269 | argila                                    | *núwe           |
| 270 | buit                                      | *waa            |
| 271 | perdiu                                    | *waga           |
| 272 | badallar                                  | *waani-         |
| 273 | posar-se dempeus                          | *wahá-          |
| 274 | cunyat de dona                            | *wahé           |
| 275 | veure; trobar                             | *wai-           |
| 276 | entrar                                    | *wa(i)-         |
| 277 | sofrir                                    | *wái-           |
| 278 | pujar                                     | (*wa)*ká-       |
| 279 | caminar                                   | wakáe-          |
| 280 | pava                                      | *wa(*ktse)      |
| 281 | esperit                                   | (*wa)*káni      |
| 282 | estómac                                   | *wáke           |
| 283 | tornar                                    | *waké-          |
| 284 | ràpid                                     | *wámake         |
| 285 | bossa                                     | *wámpachi       |
| 286 | surar                                     | *wampu-         |
| 287 | turmell; nina                             | *wánuse         |
| 288 | ràpid                                     | *wángi          |
| 289 | què; cosa                                 | *wangí, wangíi  |
| 290 | brut                                      | *wapíku         |
| 291 | conill                                    | *wapungúsha     |
| 292 | maquisapa (mico)                          | *wáshi          |
| 293 | parany; estora                            | *washíma        |
| 294 | bassa                                     | *wáwa           |
| 295 | brujear                                   | *wawé-          |
| 296 | formiga                                   | *wáuma          |
| 297 | anar                                      | *we-            |
| 298 | sal                                       | *wée            |
| 299 | avantpassats                              | *wéga           |
| 300 | formiga comestible                        | *weeka          |
| 301 | boca, llavi                               | *wénu           |
| 302 | esquirol                                  | *wíchingk(i)    |
| 303 | granota                                   | *wingisáma      |
| 304 | formiga                                   | *wísuta         |
| 305 | bruixot, remeier                          | *wishinu        |
| 306 | qui                                       | ja              |
| 307 | germà d'home                              | (ja)*tsu        |
| 308 | ajudar                                    | *yai-           |
| 309 | fregar                                    | *yaká-          |
| 310 | espatlla                                  | *yakái          |
| 311 | a dalt                                    | *yakí           |
| 312 | vedat bufó                                | *yakúma         |
| 313 | ara; nou; avui                            | *yama           |
| 314 | achiote                                   | *yámp(*iya)     |
| 315 | guacamai                                  | *yampúnaa       |
| 316 | carregar a l'espatlla                     | *yána-          |
| 317 | llangardaix                               | *yantánaa       |
| 318 | parent                                    | *yánuma         |
| 319 | groc                                      | (i)*angkúu      |
| 320 | canviar                                   | *yapa-*hí-      |
| 321 | amarg                                     | *yapáu          |
| 322 | cara                                      | *yápi           |
| 323 | ahir; en el passat                        | *yáu            |
| 324 | gos                                       | *yawá           |
| 325 | castigar                                  | *yawí-          |
| 326 | rata                                      | *yáya           |
| 327 | menjar                                    | *yu-            |
| 328 | aigua; ploure                             | *yúmi           |
| 329 | nedar                                     | (*yu)*ku-       |
| 330 | cendra                                    | *yúku           |
| 331 | núvol; boirina                            | *yungangkima    |
| 332 | fruit                                     | *yungángke      |
| 333 | gemma                                     | *yunkemee       |
| 334 | fàcil (negatiu)                           | *yúpi-*chuch    |
| 335 | no; ser                                   | a-*tsá          |
| 336 | escriure                                  | *agá-           |
| 337 | fora                                      | *agá-           |
| 338 | tambo                                     | *aáka           |
| 339 | agarrar                                   | *achí-          |
| 340 | chonta (palmera); miriti, moriche, aguaje | *áchu           |
| 341 | chacra                                    | *áha            |
| 342 | tombar                                    | *ahá-           |
| 343 | nigua                                     | *ahuhu          |
| 344 | casar-se amb home; espòs                  | *áishi-         |
| 345 | verd (fruit)                              | *áeta           |
| 346 | baixar-se                                 | *aka            |
| 347 | cuc                                       | *áka            |
| 348 | escopeta                                  | *akangun        |
| 349 | fetge                                     | *akápe          |
| 350 | pagar; car                                | *akí-           |
| 351 | néixer                                    | *akíi-          |
| 352 | arete, adornar l'orella                   | *akii-tai       |
| 353 | manar                                     | *akupe-         |
| 354 | vostè                                     | *áme            |
| 355 | budells, intestins                        | *ampusha        |
| 356 | mussol; òliba                             | *ampúsha        |
| 357 | acabar                                    | *amú-           |
| 358 | tábano                                    | *anchi          |
| 359 | acostar-se                                | *aní-*hi-       |
| 360 | sentir                                    | *ánta-          |
| 361 | dibuix                                    | *anu-*ká-       |
| 362 | lluny                                     | *angá-          |
| 363 | declivi, pla inclinat, avenc              | *angáu          |
| 364 | lliure                                    | *angkántu       |
| 365 | tarda                                     | *ángku          |
| 366 | després                                   | *angúma         |
| 367 | vell                                      | *angútu         |
| 368 | cosir                                     | *apá-           |
| 369 | posar en el sòl                           | *apú-           |
| 370 | tot                                       | (a)*shí         |
| 371 | una altra vegada                          | *atáke          |
| 372 | vostès                                    | *átumi          |
| 373 | aquell                                    | *áu             |
| 374 | llegir; conversar                         | *áuhu-          |
| 375 | pucacunga                                 | *auntse         |
| 376 | colpejar                                  | *awá-           |
| 377 | ventilar                                  | *awá-           |
| 378 | portar                                    | (institutriu-)  |
| 379 | descansar                                 | *ayá-dt.-       |
| 380 | bé                                        | *ayu            |
| 381 | alimentar                                 | (a)*yú-         |
| 382 | nosaltres                                 | *ii             |
| 383 | olla                                      | (i)*chí(*naka)  |
| 384 | excrement                                 | *íha            |
| 385 | cabdell de palmera; chonta (palmera)      | *íhu            |
| 386 | prestar                                   | *iká-           |
| 387 | muntanya                                  | *íkama          |
| 388 | inflar, vomitar                           | (i)*mu-         |
| 389 | cuinar                                    | *ina-*ngú-      |
| 390 | llengua                                   | *inái           |
| 391 | endins                                    | *inita          |
| 392 | pèl                                       | *intáshi        |
| 393 | visitar                                   | *ingá-          |
| 394 | dejunar                                   | *ihá-*ngu       |
| 395 | trobar l'un a l'altre                     | *ingkú-         |
| 396 | addició, amb tribuir, grup                | *ingu-          |
| 397 | amuntegar                                 | *ingú-          |
| 398 | tronar                                    | *ipá-           |
| 399 | achiote                                   | *ipáku          |
| 400 | callar                                    | *itá-           |
| 401 | pampanilla d'home                         | *itípi          |
| 402 | manera, fàcil                             | *itú-r-         |
| 403 | viu                                       | *iwákuu         |
| 404 | diable                                    | *íwanchi        |
| 405 | veure                                     | *iyá            |
| 406 | caure                                     | *iyá-           |
| 407 | anar davant                               | *ee-            |
| 408 | buscar                                    | *ega            |
| 409 | esmolar                                   | *etsá-          |
| 410 | sol                                       | (e)*tsa         |
| 411 | comptar                                   | *etse-          |
| 412 | encara; últim                             | *éke            |
| 413 | asseure                                   | (e)*ké-         |
| 414 | encendre la llum                          | *ekéi-          |
| 415 | llit de dona, la meva esposa              | *ekéntu         |
| 416 | feta fallida; riu                         | *éntsa          |
| 417 | carregar a l'esquena                      | *entsá-         |
| 418 | cantar                                    | *enge-*sám-     |
| 419 | carregar                                  | *enké-k-        |
| 420 | tancar                                    | *epe-           |
| 421 | cremar                                    | *esá-           |
| 422 | cert                                      | *éta            |
| 423 | vespa                                     | *éte            |
| 424 | nen                                       | *úchi           |
| 425 | avisar                                    | *uhá-           |
| 426 | tos                                       | *uhúka          |
| 427 | extreure; obrir                           | *ukuwí-         |
| 428 | os                                        | *ukúnchi        |
| 429 | germà, germana                            | *umá            |
| 430 | acabar de fer                             | *umí-           |
| 431 | bufar                                     | (*um)*pú-       |
| 432 | cridar                                    | *untsú-         |
| 433 | dret                                      | *untsú          |
| 434 | ramat, grup; molts                        | *untsu-*ngi     |
| 435 | mosca                                     | *únchi          |
| 436 | puma                                      | *untúchama      |
| 437 | melic                                     | *úntuchi        |
| 438 | ploma, pèl                                | *únge           |
| 439 | ronsoco                                   | *ungkumiya      |
| 440 | saliva                                    | (o)*sú(*ki)     |
| 441 | mancar de carn                            | *ushu-          |
| 442 | amagar                                    | *uú-            |
| 443 | sarbatana                                 | *úume           |
| 444 | beure                                     | (o)*wá-         |
| 445 | mà                                        | *uwé(*hi)       |
| 446 | punyir                                    | *uyú-           |
| 447 | llúdria                                   | *uy(o)          |
| 448 | mandrós                                   | *uyúshi         |

### Proto-shuar-candoshi
El proto-shuar-candoshi reconstruït per Payne (1981):
| GLOSSA               | PROTO- SHUAR-CANDOSHI |
| -------------------- | --------------------- |
| sachavaca            | *pamaru               |
| piraña               | *pani                 |
| granota              | *puwachi              |
| color mat            | *pusr-o/a-            |
| blanc                | *pu                   |
| òliba                | *pumput               |
| dir                  | *ta-                  |
| treballar            | *ta-                  |
| aranya               | *tunchi               |
| carabassa            | *tunta                |
| podrit               | ca-                   |
| boquichico           | *kángka               |
| paca                 | *asha                 |
| ull                  | *katsi                |
| junts                | *kayun                |
| podrida              | ca-o                  |
| lloro                | *kawaaru              |
| pesat                | *káya                 |
| perico               | *ngusa                |
| tenir set            | *kita-                |
| esquirol             | *kunampe              |
| porc espí            | *kungu                |
| caragol              | *kupungku             |
| baixar-se            | k-o/a-                |
| dia                  | *sra-                 |
| verí                 | *tsepasa              |
| fregeixi             | *sre-                 |
| a baix               | *tsu-o/a-             |
| arrencar             | *sr-o/a-              |
| tallar               | *tsup-i/a-            |
| estrènyer            | *tsitsa-              |
| parlar               | *tri-                 |
| bambú                | *chingkana            |
| colze                | *tsungk               |
| mico negre           | *chuu                 |
| cunyat d'home        | *sai-                 |
| escorça              | *sraepe               |
| barba                | *susu                 |
| pulmons              | *wach                 |
| fletxa               | *tsiki                |
| cantar               | si-                   |
| armadillo            | *usru                 |
| panerola gran        | *shuruta              |
| ratapinyada          | *incham               |
| xanquer              | *mantru               |
| paujil               | *mashu                |
| granota              | *mukuntu              |
| cap                  | *muu                  |
| fer                  | *na-                  |
| les meves dents      | *na-                  |
| alt                  | *yau                  |
| aquell               | *anu                  |
| buit                 | *waa                  |
| porta                | *wa                   |
| pujar                | ca-                   |
| pava                 | *wa                   |
| esperit              | *kani                 |
| bossa                | *pampachi             |
| esquirol             | *pchingk              |
| bruixot              | *wishinu              |
| qui                  | *cha                  |
| germà d'home         | *sru-                 |
| achiote              | *yamp-                |
| llangardaix          | *nta...na             |
| guacamai groc        | *angku                |
| rata de la muntanya  | *yania                |
| alimentar            | *yu-                  |
| nedar                | *ku-                  |
| nigua                | *asru                 |
| òliba                | *ampusha              |
| lluny; un altre lloc | *anga-                |
| tot                  | *shi-                 |
| el, ella             | *au                   |
| pucacunga            | *aruntsi              |
| portar               | ja-                   |
| bé                   | *ayu                  |
| alimentar            | *yu-                  |
| nosaltres            | *ii                   |
| olla                 | *chi-                 |
| inflar               | m-o/a-                |
| llengua              | *nia-                 |
| esmolar              | *etsa-                |
| sol                  | *sra-                 |
| asseure              | *ke-                  |
| encendre             | *ke-                  |
| bufar                | *pu                   |
| ploma                | ungeix                |
| ronsoco              | *ungkumiya            |
| salivar              | s-o/a-                |
| prendre líquid       | *wa-                  |
| mà                   | *uwe                  |
| llúdria              | *uy                   |

## Referència
1. ↑  «Llengües jívaro». Gran Enciclopèdia Catalana.  Barcelona:  Grup Enciclopèdia Catalana.
2. ↑  Santiago Utitiaj Paati
3. ↑  Adelaar, 2004, p. 432
4. 1 2 3 4  Anatole V. Lyovin (1997). An Introduction to the Languages of the World. Oxford: Oxford University Press, pp. 339-340. ISBN 0-19-508116-1.
5. ↑  Ethnologue report for language code - Aguaruna
6. ↑  Overall, Simon E. (2007): A Grammar of Aguaruna, tesis doctoral, Research Centre for Linguistic Typology, La Trobe University, pp. 1
7. 1 2 3 4  Peter Austin (2008). One thousand languages: living, endangered, and lost. Los Angeles: University of California Press, pp. 211, ISBN 978-0-520-25560-9.
8. ↑  Ethnologue report for language code - Shuar
9. ↑  Ethnologue report for language code - Achuar-Shiwiar
10. ↑  Ethnologue report for language code - Huambisa
11. ↑  Simon E. Overall, 2007, p. 4
12. ↑  Loukotka (1968) i Torero (1993) han classificat el Rabona com una llengua emparentada amb el Candoshi, encara que la seva classificació definitiva no sembla clara.
13. 1 2  Payne, David L (1981). "Bosquejo fonológico del Proto-Shuar-Candoshi: evidencias para una relación genética." Revista del Museo Nacional 45: 323-377.